# 多米尼克·索蘭
多米尼克·索蘭（Dominique Sorain），1955年7月31日出生於法國科德朗。多米尼克·索蘭是法國高級公務員。自2019年7月10日起，他一直擔任法屬玻里尼西亞高級專員。

## 所獲之勳章
多米尼克·索蘭曾經獲得法國政府授予法國國家功績勳章以及法國榮譽軍團勳章。